# إرنست كادمان كولويل
إرنست كادمان كولويل (بالإنجليزية: Ernst Cadman Colwell) هو عالم الكتاب المقدس أمريكي، ولد في 19 يناير 1901 في Hallstead, Pennsylvania ‏ في الولايات المتحدة، وتوفي في 24 سبتمبر 1974 في ديلاند في الولايات المتحدة.